# Katsumi Yusa
Katsumi Yusa (遊佐 克美 Yusa Katsumi?, nacido el 2 de agosto de 1988 en Fukushima, Fukushima) es un futbolista japonés que se desempeña como centrocampista.

## Trayectoria

### Clubes
| Club                | País     | Año         |
| ------------------- | -------- | ----------- |
| Sanfrecce Hiroshima | Japón    | 2007 - 2009 |
| Zweigen Kanazawa    | Japón    | 2009        |
| San Lorenzo         | Paraguay | 2010        |
| ONGC FC             | India    | 2011 - 2013 |
| Mohun Bagan AC      | India    | 2013 - 2017 |
| NorthEast United    | India    | 2016        |
| East Bengal         | India    | 2017 -      |